# Alton, New Hampshire
Alton là một thị xã thuộc quận Belknap trong tiểu bang New Hampshire, Hoa Kỳ. Thành phố có diện tích km2, dân số theo điều tra năm 2000 của Cục điều tra dân số Hoa Kỳ là 4502 người, dân số năm 2009 là 5144 người. Thị xã có rừng Alton Bay và núi Major. Làng Alton Bay, một khu vực nghỉ dưỡng nằm bên hồ Winnipesaukee.